# Dublin United Tramway Company Powerhouse
Das Dublin United Tramway Company Powerhouse – Bovril Building – Pulse Collage & Windmill Lane Recording Studio ist ein denkmalgeschütztes Gebäude (RPS 7381) und befindet sich in der 20 Ringsend Road in den Dublin Docklands.
Das Gebäude ist im Art-déco-Stil erbaut. Das beigefarbene Gebäude zieren im Eingangsbereich zwei grüne säulenartige Fassadenverkleidungen, die über der grünen Eingangstür eine Art Torbogen bilden. Der ebenfalls grüne Fassadebalken ist mit einer goldenen Muster-Borte verziert.

## Geschichte
Das Gebäude wurde 1932 von der Dublin United Tramway Company errichtet. Die 1896 neu gegründete Firma war maßgeblich an der Einführung der elektrischen Straßenbahn in Dublin beteiligt, die die alten Pferdebahnen ersetzen sollte. Dieses Gebäude diente als Elektrizitätswerk (DUTC Powerhouse) und wurde von dem Architekten Vincent Kelly erbaut.
Das Gebäude wurde von Bovril übernommen und wurde dann zu den Ringsend Studios ausgebaut. 1989 verlagerten die Windmill Lane Recording Studios ihre Studios von der namengebenden Windmill Lane an diesen Standort. Die Windmill Lane Recording Studios, die auch von der bekannten irischen Band U2 genutzt werden, sind insbesondere bei Rockstars beliebt. 1990 zog zusätzlich das Pulse College, in dem professionelle Ausbildungen im Bereich Musik, Film, Computerspiele, Audio und Animation angeboten werden, in das Gebäude ein.